# Dragoș Tudorache
Dragoș Tudorache é um político romeno que actualmente actua como membro do Parlamento Europeu pelo Partido da Liberdade, Unidade e Solidariedade.